# Astaena fassli
Astaena fassli är en skalbaggsart som beskrevs av Moser 1918. Astaena fassli ingår i släktet Astaena och familjen Melolonthidae. Inga underarter finns listade.